# Hary (rejon posatwski)
Hary – dawny zaścianek. Tereny, na których był położony, leżą obecnie na Białorusi, w obwodzie witebskim, w rejonie postawskim, w sielsowiecie Jarzewo.

## Historia
W czasach zaborów zaścianek w gminie Jasiewo, w powiecie święciańskim, w guberni wileńskiej Imperium Rosyjskiego. Należał do dóbr Zahacz. W 1905 roku liczył 28 mieszkańców, 59 dziesięcin.
Od 11 kwietnia 1922 zaścianek leżał w Polsce, w województwie wileńskim, w powiecie święciańskim w gminie Jasiewo, od 1926 roku w powiecie postawskim, w gminie Postawy.
W 1931 w 5 domach zamieszkiwało 27 osób.
Wierni należeli do parafii rzymskokatolickiej Zadziewiu i prawosławnej w Postawach. Miejscowość podlegała pod Sąd Grodzki w Postawach i Okręgowy w Wilnie; właściwy urząd pocztowy mieścił się w Postawach.